# 愛媛県道37号宇和島下波津島線
愛媛県道37号宇和島下波津島線（えひめけんどう37ごう うわじましたばつしません）は、愛媛県宇和島市を通る県道（主要地方道）である。

## 概要

### 路線データ
- 起点：宇和島市寄松（寄松交差点、国道56号交点）
- 終点：宇和島市津島町高田（南楽園入口、交差点国道56号交点）

## 歴史
- 1993年（平成5年）5月11日 - 建設省から、県道宇和島下波津島線が宇和島下波津島線として主要地方道に指定される[1]。

## 路線状況

### 別名
- 南レク街路（南楽園道路）

宇和島下波津島線の一部で、宇和島市津島町高田（国道56号交点）から同町近家の南レク日本庭園「南楽園」を結ぶ延長2.3 kmの街路。南予レクリエーション都市整備事業の一環として整備されたリゾート地へのアクセス道路であり、別名「南楽園道路」ともよばれる。街路樹にはヤマモモ、クロガネモチなど8種の高木と、シャリンバイ、ツツジなど12種の低木が植栽されている。1987年（昭和62年）8月10日の道の日に、旧建設省と「道の日」実行委員会により制定された「日本の道100選」にも選定されている。

### 道路施設

#### トンネル
- 無月トンネル：延長748 m、1981年（[[]昭和]]56年）竣工、宇和島市寄松 - 宇和島市三浦東
- 豊浦トンネル：延長473 m、1991年（平成3年）竣工、宇和島市三浦西
- 大内トンネル：延長182 m、1988年（昭和63年）竣工、宇和島市三浦西
- 新辰野トンネル：延長605 m、2004年（平成16年）竣工、宇和島市三浦西 - 宇和島市下波
- 島津トンネル：延長165 m、1998年（平成10年）竣工、宇和島市下波
- 狩津トンネル：延長320 m、1984年（昭和59年）竣工、宇和島市下波 - 宇和島市津島町北灘
- 福浦隧道：延長202 m、1964年（昭和39年）竣工、宇和島市津島町北灘

## 地理

### 通過する自治体
- 宇和島市

### 交差する道路
| 交差する道路              | 交差する場所 | 交差する場所            |
| ------------------------- | ------------ | ----------------------- |
| 国道56号                  | 寄松         | 寄松交差点 / 起点       |
| 愛媛県道269号無月宇和島線 | 三浦東       |                         |
| 愛媛県道346号蔣淵下波線   | 下波         |                         |
| 国道56号                  | 津島町高田   | 南楽園入口交差点 / 終点 |

### 沿線
- 宇和島市立三浦小学校
- 三浦郵便局
- 宇和島市立宇和海中学校
- 下波郵便局
- 宇和島市立結出小学校
- 愛媛県農林水産研究所・水産研究センター【北緯33度10分8.0秒 東経132度26分23.8秒 / 北緯33.168889度 東経132.439944度】
- 宇和島市立北灘小学校
- 北灘郵便局
- 第1号南予レクリエーション都市公園
- 南レクオートキャンプ場
- 第4号南予レクリエーション都市公園
- 宇和島市立津島中学校
- 宇和島市立岩松小学校